# Svarta hål naturreservat
Svarta hål är ett naturreservat och en sjö i Vetlanda kommun i Jönköpings län i Småland.
Området är skyddat sedan 2006 och är 92 hektar stort. Det är beläget 9 kilometer sydost Korsberga kyrka och består av myrmosaik  och gammal talldominerad barrskog inom den så kallade Skäftesfallsplatån.

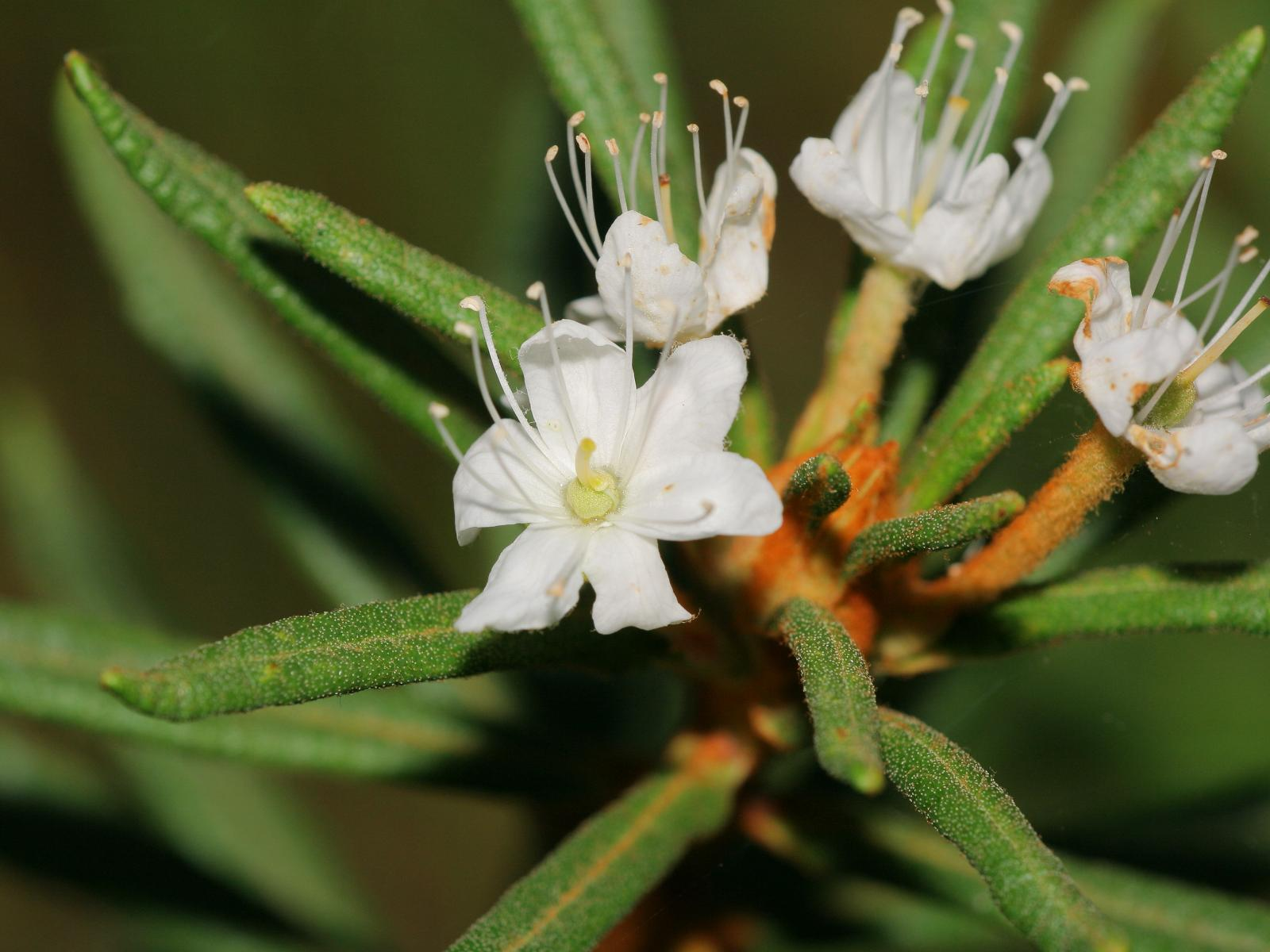
Skvattram

I den västra delen av myrområdet ligger gölen Svarta hål och i den östra delen Tranhalsagölen och Trelleborgagölen.  Delar av myrområdet är trädbevuxet med tall.  I övrigt varierar markförhållandena från torra hällmarker till marker med inslag av lövskog. I hela området finns branter med lutningar i alla väderstreck.
I naturreservatet förekommer bl.a. ljung, tuvull, olika bärris, dvärgbjörk och skvattram. I bottenskiktet finner man vitmossor, med väggmossa, kvastmossa och renlavar. I fuktiga områden växer stora mängder ängsull. I gölarna växer gul och vit näckros och omkring växer dystarr. 